# 藤嵜亜莉沙
藤嵜 亜莉沙（ふじさき ありさ、1990年12月30日 - ）は、日本の元女優。
埼玉県出身。

## 来歴・人物
- 2010年、デビュー[2]。
- 2018年8月31日、所属事務所のエヴァーグリーン・エンタテインメントから退所するとともに、芸能界から引退した。
- 身長163cm、スリーサイズは85-54-83。靴のサイズ23.5cm。
- 趣味は茶道、読書（哲学の評論・デカルト・中村雄二郎等）
- 特技は書道（書道4段）英検準2級 漢検3級 TOEIC（点数不明）。

## 出演

### テレビドラマ
- 世にも奇妙な物語 21世紀 21年目の特別編「通算」（2011年5月14日、フジテレビ） - 通算ガールズ 役
- 仮面ライダーフォーゼ 第1 - 5話・第7話・第25話・第41 - 42話（2011年9月4日 - 10月2日、16日、2012年3月4日、7月1日、8日、テレビ朝日） - 繁野ジュン 役
- 戦国★男士 第19話（2012年2月4日、tvkほか）
- 名探偵コナン スペシャルドラマ 工藤新一京都新撰組殺人事件 （2012年4月12日、読売テレビ） - CA 役
- 白衣のなみだ 第一部「余命」（2013年4月、東海テレビ） - 金井浩子 役
- 実在性ミリオンアーサー（2014年10月 - 2015年3月、tvkほか） - アーサー -技巧の場- 役
- ウロボロス〜この愛こそ、正義。 第2話（2015年1月23日、TBS） - キャバ嬢 役

### テレビバラエティ
- テレビ見墳記 ～ご近所古墳を味わうひととき～（2018年3月18日、関西テレビ） - MC

### 映画
- 仮面ライダーフォーゼ THE MOVIE みんなで宇宙キターッ!（2012年8月4日公開、東映） - 繁野ジュン 役（友情出演）

### CM
- DeNA Mobage「女の友情篇」（2011年7月11日 - ）
- サントリー ジョッキ生 （2011年9月16日 - ）

### 舞台
2011年
- エアースタジオプロデュース ミュージカル「GO,JET!GO!GO! Vol.3〜Mr.Moooon Light〜」（2011年12月18日 - 24日、アクアスタジオ） - あかね 役

2012年
- エアースタジオプロデュース「KIRA 〜赤穂事件推理帳〜」（2012年2月1日 - 5日、エアースタジオ）
- エアースタジオプロデュース ミュージカル「GO,JET!GO!GO! Vol.1」（2012年3月16日 - 25日、アクアスタジオ） - あかね 役
- エアースタジオプロデュース ミュージカル「GO,JET!GO!GO! Vol.5〜涙のドライマティーニ　ガールズにライバル出現!?〜」（2012年7月18日 - 29日、アクアスタジオ）- マリア 役
- エアースタジオプロデュース ミュージカル「GO,JET!GO!GO! Vol.6〜追憶のブルージーン・クリスマス〜」（2012年12月14日 - 24日、アクアスタジオ）- あかね 役

2013年
- エアースタジオプロデュース ミュージカル「GO,JET!GO!GO! Vol.2〜浮気なJETのパレットキャット〜」（2013年2月7日 - 11日、アクアスタジオ） - フィフィ 役
- 「不思議な町の王子様 第二章」（2013年2月20日 - 24日、シアターサンモール） - Rin 役

2015年
- 舞台「逆転裁判２」（2015年4月29日 - 5月10日、俳優座劇場） - 狩魔冥 役
- 「人猫『このニャかに人猫（じんびょう）がいるニャ』〜舞台『のぶニャがの野望』トライアル公演〜」（2015年12月16日 - 23日、六本木・俳優座劇場） - 濃姫ニャン 役

2016年
- 舞台「のぶニャがの野望」番外公演「ねこ軍議〜飼い猫はどいつニャ？〜」（2016年3月1日 - 6日、笹塚ファクトリー） - 濃姫ニャン 役
- 舞台「SHINSENGUMI-episode ABULANOKOUJI-」（2016年6月14日 - 19日、恵比寿エコー劇場） - 沖田総司 役
- 舞台「GO,JET!GO!GO! vol,4～Last Dance For Me Me Meee!!!～」（2016年7月14日 - 19日、アクアスタジオ）【B班】ミッツ 役
- 舞台「のぶニャがの野望」番外公演「ねこ軍議〜飼い猫はどいつニャ？〜」（2016年8月5日-14日、R'sアートコート） - 濃姫ニャン 役
- 舞台「LAST MESSAGE」（2016年9月7日 - 9日、座・高円寺２） - 琉依 役
- 舞台「君死ニタマフ事ナカレ 零」（2016年12月21日 - 25日、新宿村LIVE） - 煤竹 役

2017年
- ロックミュージカルプロジェクト ONE LOVE（2017年1月25日 - 29日、あうるすぽっと） - リナ 役
- 舞台「真・三國無双」（2017年2月11日 - 19日、全労済ホール／スペース・ゼロ） - 王元姫 役
- 舞台「GO,JET!GO!GO! vol,1+vol,2 -浮気なJETのパレットキャット-」（2017年4月7日 - 16日、アクアスタジオ）【B班】ミッツ 役
- 舞台「LOST SWORD」（2017年5月8日 - 11日、座・高円寺２） - クレハ 役
- 舞台「good and evil」（2017年6月14日 - 18日、六行会ホール） - ジェレミア 役
- PRISM NANA PROJECT「まじかるすいーと プリズム・ナナ ザ・スターリーステージ」（2017年9月13日 - 18日、東池袋・サンシャイン劇場） - 浅木椿 役
- 演劇ユニット【爆走おとな小学生】第五回全校集会「勇者セイヤンの物語(仮)」（2017年11月8日 - 12日、CBGKシブゲキ!!） - 2面のボス 役
- 舞台「バリスタと恋の黒魔術」（2017年12月20日 - 26日、新宿村LIVE） - 【♡チーム】夏川みなみ 役

## 作品

### DVD
- それが君の答えなら、私はいいと思う。（2011年1月28日、イーネット・フロンティア）
- 実在性ミリオンアーサー 2015.5.24 Britain Music Live（2015年8月19日、ポニーキャニオン）